# Тряскин, Андрей Александрович
Андрей Александрович Тряскин (18 апреля 1916, деревня Луковня, ныне Московская область — 22 ноября 1992, Москва) — советский военнослужащий, участник Великой Отечественной войны, Герой Советского Союза, заместитель командира 168-го отдельного сапёрного батальона 121-й Рыльской стрелковой дивизии 60-й армии Центрального фронта. Полковник.

## Биография
Родился 18 апреля 1916 года в деревне Луковня ныне Подольского района Московской области в семье рабочего. Русский. Член ВКП(б)/КПСС с 1942 года. Окончил 8 классов. Работал слесарем на Московском автомобильном заводе.
В Красной Армии с 30 октября 1937 года, призван Сталинским райвоенкоматом Сталинского района города Москвы. В 1939 году окончил курсы инженерных войск. Участник советско-финской войны 1939-40 годов, освободительного похода советских войск в Западную Украину и Западную Белоруссию 1939 года.
На фронте в Великую Отечественную войну с июня 1941 года по август 1944 года. Участвовал в боях с гитлеровскими оккупантами на Южном, Западном, Воронежском, 1-м Украинском фронтах в должности командира сапёрной роты, заместителя командира сапёрного батальона. Заместитель командира 168-го отдельного сапёрного батальона капитан Андрей Тряскин отличился при форсировании реки Днепр у села Глебовка Вышгородского района Киевской области Украины 27 сентября 1943 года. Умело организовал переправу частей и подразделений 121-й Рыльской стрелковой дивизии, что обеспечило захват и удержание плацдарма на правом берегу Днепра.
Указом Президиума Верховного Совета СССР от 17 октября 1943 года за образцовое выполнение боевых заданий командования на фронте борьбы с немецко-фашистским захватчиками и проявленные при этом мужество и героизм капитану Тряскину Андрею Александровичу присвоено звание Героя Советского Союза с вручением ордена Ленина и медали «Золотая Звезда».
После войны продолжал службу в армии. С 31 декабря 1976 года полковник Тряскин А. А. — в отставке по достижении предельного возраста. Жил в Москве, работал инженером по технике безопасности в Мосстрое. Скончался 22 ноября 1992 года. Похоронен в Москве на Даниловском кладбище (уч. 8).
Награждён орденами Ленина, Отечественной войны 1-й и 2-й степеней, Красной Звезды, медалями, в том числе «За отвагу» и «За боевые заслуги».